# Памятник юному повстанцу

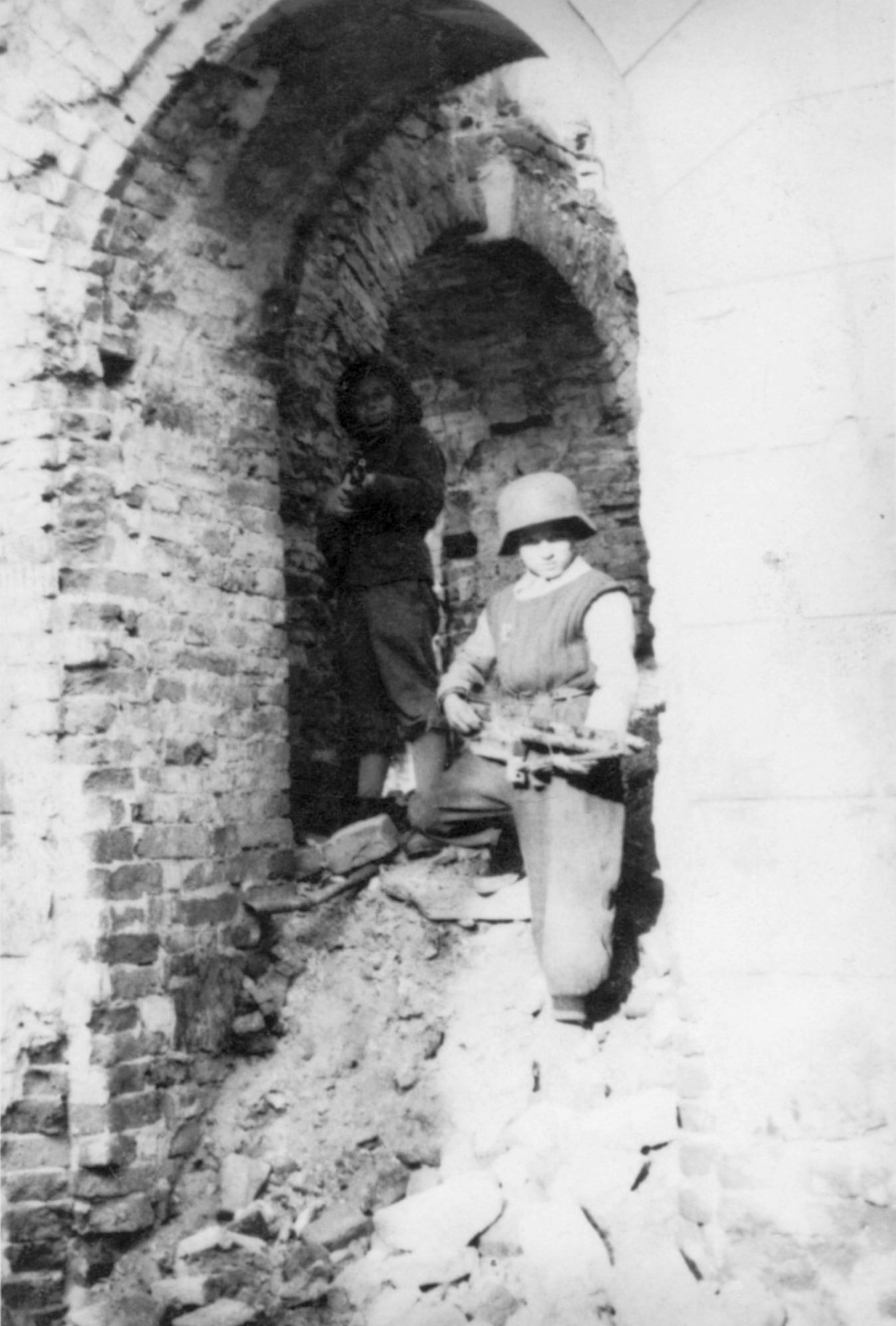
Прообраз памятника — польские дети во время Варшавского восстания

Памятник юному повстанцу (пол.  Pomnik Małego Powstańca ) — памятник, находящийся в Старом городе Варшавы на улице Подвале около Оборонных стен. Памятник посвящён детям, участвовавшим в варшавском восстании 1944 года.

## История
Памятник был разработан польским скульптором Ежи Ярнушкевичем в 1946 году. В течение многих лет был известен в Польше в виде широко распространённой бронзовой статуэтки. Памятник был установлен 1 октября 1983 года.

## Описание
Памятник представляет собой маленького мальчика, держащего в руках пистолет-пулемёт[уточнить] и одетого в слишком большую для его головы каску с бело-красной ленточкой, символизирующей польский флаг.
В Познани находится подобный памятник детям июня 1956 года.